# Megaderma lyra
Megaderma lyra је сисар из реда слепих мишева.

## Угроженост
Ова врста није угрожена, и наведена је као последња брига јер има широко распрострањење.

## Распрострањење
Врста је присутна у Авганистану, Бангладешу, Вијетнаму, Индији, Камбоџи, Кини, Лаосу, Малезији, Мјанмару, Непалу, Пакистану, Тајланду и Шри Ланци.

## Популациони тренд
Популациони тренд је за ову врсту непознат.

## Станиште
Врста Megaderma lyra има станиште на копну.
Врста је по висини распрострањена од нивоа мора до 1000 метара надморске висине. 